# Henrique da Rocha Lima
Henrique da Rocha Lima (né en 1879 à Rio de Janeiro - mort en 1956) est un médecin, pathologiste et infectiologue brésilien. Il a notamment découvert Rickettsia prowazekii, l'agent pathogène du typhus.